# TI-85

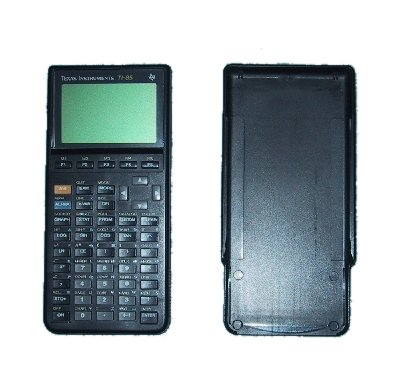
TI-85

Der TI-85 ist ein graphischer Taschenrechner, der 1992 von Texas Instruments erschien. Es war der erste Rechner mit einem Link-Port, mit diesem ist es möglich Daten zwischen zwei Rechnern oder mit einem PC auszutauschen.
Der TI-85 besitzt eine BASIC-ähnliche Programmiersprache, die sowohl Variable als auch Strings unterstützt. Mit dem TI-85 war es dank eines Schlupflochs erstmals möglich auf einem Taschenrechner Assembler-Programme auszuführen. Dazu wurden von Hobby-Programmierern sogenannte Shells (z. B. OS-85, ZShell) entwickelt, die das Ausführen selbst programmierter Assembler-Programme erlaubten. Dies war auch insofern interessant, als mit dem Zilog Z80 ein damals äußerst weit verbreiteter Mikroprozessor eingesetzt wurde, für den bereits eine Vielzahl an Dokumentationen und Programmsammlungen in Assemblersprache vorlagen.
TI-85 wurde vom Nachfolger TI-86 verdrängt, der Vorteile wie zum Beispiel größere Speicherkapazität besitzt.

## Spezifikation
- Prozessor: 6 MHz Zilog Z80
- Speicher: 28 KiB RAM
- Auflösung: 128 × 64 Pixel, 21 × 8 Zeichen
- Link-Port: Seriell, 9600 bit/s
- Programmiersprachen: TI-BASIC, Z80 Assembly (ASM)